# Georg Strecker
Georg Strecker (* 15. März 1929 in Oldendorf (Melle); † 11. Juni 1994 in Göttingen) war ein evangelischer Theologe, der an der Universität Göttingen Neues Testament lehrte.

## Leben und Wirken
Strecker war Schüler Rudolf Bultmanns. Er lehrte zunächst als Privatdozent in Bonn, dann erhielt er 1968 den Lehrstuhl für Neues Testament an der Universität Göttingen als Nachfolger von Joachim Jeremias.
Eines seiner Anliegen war die Erforschung des hellenistischen Hintergrunds des Neuen Testaments. Er war seit 1993 Vorsitzender des Arbeitskreises „Lebendige Volkskirche“ der evangelischen Landeskirche in Hannover. Er war Mitglied der Internationalen Gesellschaft für Neutestamentliche Studien und lehrte als Gastprofessor in den USA, Australien, Südkorea, Südafrika, und Japan.
Strecker arbeitete an einer Theologie des Neuen Testaments, die nach seinem Tod erschien.
Zur Förderung des wissenschaftlichen Nachwuchses gründete er in Göttingen die Georg-Strecker-Stiftung.
Strecker war verheiratet und hatte zwei Kinder.
Während seines Studiums wurde er Mitglied der StMV Blaue Sänger Göttingen.

## Schriften (Auswahl)
- Der Weg der Gerechtigkeit. Untersuchung zur Theologie des Matthäus. Vandenhoeck & Ruprecht, Göttingen 1962; 3. Aufl. 1971.
- als Hrsg.: Kirche. Festschrift für Günther Bornkamm. Mohr, Tübingen 1980.
- als Hrsg.: Theologie im 20. Jahrhundert. Stand und Aufgaben. Mohr, Tübingen 1983.
- (mit Udo Schnelle) Einführung in die neutestamentliche Exegese. Vandenhoeck & Ruprecht, Göttingen 1983; 4. Aufl. 1994.
  - Spanisch: Introducción a la exégesis del Nuevo Testamento. Ed. Sígueme, Salamanca 1997.
- Die Bergpredigt. Vandenhoeck & Ruprecht, Göttingen 1984.
  - Englisch: The Sermon on the mount. An exegetical commentary. Abingdon Press, Nashville 1997.
- Die Johannesbriefe. Vandenhoeck & Ruprecht, Göttingen 1989.
  - Englisch: The Johannine letters. Fortress Press, Minneapolis 1996.
- Neues Testament, antikes Judentum (= Grundkurs Theologie, Bd. 2). Kohlhammer, Stuttgart [u. a.] 1989.
- Literaturgeschichte des Neuen Testaments. Vandenhoeck & Ruprecht, Göttingen 1992.
  - Englisch: History of New Testament literature. Trinity Press International, Harrisburg, Pa. 1997.
- Theologie des Neuen Testaments. de Gruyter, Berlin 1996.
  - Englisch: Theology of the new testament. de Gruyter, New York / Berlin 2000.